# Kabarnet
Kabarnet ist der Hauptort der Samors, einer Untergruppe der Tugen, im Baringo County in Kenia mit 10.191 Einwohnern (Stand 1. Januar 2006).

## Geschichte
Der Ort entstand, als die britische Kolonialverwaltung zu Beginn des 19. Jahrhunderts die typische Streusiedlung zum Verwaltungsort des Baringo-Distrikts bestimmte.
Der Name erinnert an einen Missionar der African Inland Mission aus Wellington, Australien, namens Albert E(dmond) Barnett, der 1908 nach Eldama Ravine, Rift Valley, in Kenia kam. Ka bedeutet auf Swahili Haus, Kabarnet also Haus Barnet. (Barnett wurde mit zwei T geschrieben !) Er gründete mit seiner schwedischen Frau Elma, geborene Nisher, im Baringo-Distrikt ein Kinderheim, das heute nach Elma Barnett benannt ist.

## Geographie
Die Stadt liegt im ländlichen, halbtrockenen, aber dennoch fruchtbaren Hochland in 1815 Meter Höhe in der Ostecke des Keriotales im Nordosten Kenias. Von der Straße von Marigat die Tugenberge hinunter hat man grandiose Ausblicke über den Ostafrikanischen Grabenbruch, der Teil des Großen Afrikanischen Grabenbruchs ist (englisch: Rift Valley), zum Baringo- und Bogoriasee und weiter ins Keriotal herunter.

## Die Stadt
Das Stadtgebiet umfasst 92 km². Stadtrecht erhielt Kabarnet 1984. 1992 wurde sie Municipality (unabhängig von der Distriktsverwaltung, „kreisfrei“). Das größere Stadtgebiet hat etwa 30.000 Einwohner. Seit 1993 darf die Stadt ein Wappen führen. Die Wirtschaft umfasst Leicht- und Heimindustrie, vor allem in der Verarbeitung von Agrarprodukten, sowie ein Schlachthaus.
Es gibt ein gut ausgebautes Schulsystem mit sieben Kindergärten für 3- bis 6-jährige, 20 Primary Schools (8 Stufen), einer Sonderschule für gehörlose Kinder, sowie einer Schule für Körperbehinderte. Hinzu kommt eine mit Hilfe der deutschen Partnerstadt gegründete Kabarnet-Hürth-Mittelschule, drei Oberschulen mit Internatcharakter (dreistufig mit dem Angebot von „Deutsch als Fremdsprache“) sowie zwei berufsorientierte Politechnics und ein Medizinisches Ausbildungszentrum (MTC) am Distrikt-Krankenhaus.
Die staubige Höhe von Kabarnet verfügt über gut asphaltierte Zufahrtsstraßen und ein paar imponierende Gebäude sowie mehrere Banken. Die gute Infrastruktur erklärt sich dadurch, dass Ex-Präsident Daniel arap Moi in der näheren Umgebung zur Welt kam.

## Museum
Das Kabarnet-Museum in der ehemaligen Residenz der Distriktverwaltung zeigt lokale und traditionelle Kultur und bietet in einem kleinen Naturpark Informationen zur Natur und Umwelt des Baringosees.

## Töchter und Söhne der Stadt
- Magdaline Jepkorir Chemjor (* 1978), kenianische Langstreckenläuferin

## Partnerstadt
Kabarnet ist seit dem 28. Juni 1988 mit der deutschen Stadt Hürth in einer Städtepartnerschaft verbunden. Sie wurde von der Stadt Hürth aufgrund des Kölner Aufrufs von 1985 und des vorhergehenden Berichts der Nord-Süd-Kommission unter Willy Brandt angebahnt. Stadt und Partnerschaftsverein haben die Entwicklung der Stadt Kabarnet vielfältig unterstützt; die Schulen und die modernen Einrichtungen von zentralem Schlachthof und Gesundheitszentrum wurden unter anderem mit Hürther Hilfe errichtet. Diese Hilfen werden zum kleinen Teil von der Stadt, zum großen Teil aber vom Partnerschaftsverein, der sich um (Sach-)Spenden bemüht, den Hürther Schulen (zum Beispiel durch Sponsorenläufe) und Privatleuten getragen. So wird für eins der dortigen Frauenprojekte gesammelt, das den Frauen je eine Kuh verschaffen will.